# Nina Negri
Nina Negri est une peintre-graveuse de nationalité franco-argentine, née le 24 décembre 1901 à Rosario en Argentine et décédée le 29 mai 1981 à Paris. L'artiste fut partie prenante de différents groupes de mouvement principalement surréalistes et abstraits.

## Biographie
Née le 24 décembre 1901 en Argentine, Nina Negri fut très précoce pour son âge et rêvait de devenir peintre dès l'âge de 8 ans. Ainsi, elle débuta son art à l'âge de 14 ans sous les conseils du peintre espagnol Benito Guzman. En parallèle de son apprentissage en peinture, Nina Negri développa également des compétences dans la poterie et le travail de la laque.
Au terme de ses études en Argentine et en Angleterre (Oxford), elle retourna en Argentine pour parfaire celles-ci par des études de psychologie et d’anthropologie sociale, culturelle et physique sur les Indiens des trois Amériques. Elle connaissait parfaitement le français, l’anglais, l’espagnol, l’italien, le guarani, le basque et le provençal, ce qui lui permit, par la suite, d’avoir des contacts intéressants avec toutes sortes de personnes, s’imprégnant ainsi de leurs différentes cultures. Elle effectua plusieurs voyages d’études en Italie, notamment à Florence et qui la mèneront également en Afrique. À l’âge de 20 ans, elle s’établit définitivement à Paris.
Avec les artistes Marogar et Vrytacil elle étudia le traitement, la préparation des toiles, des pigments, des vernis, et différentes techniques. Elle étudia également avec René-Xavier Prinet (Académie de La Grande Chaumière), André Lhote, Amédée Ozenfant, Fernand Léger, Edmund Daniel Kinsinger, Marcel Gromaire (Académie scandinave). Avant-guerre, elle effectua aux Laboratoires du Louvre de nombreuses recherches sur la technique des maîtres anciens.
En 1921-1922, elle fréquenta le Bateau-Lavoir où elle rencontra entre autres, Pablo Picasso, Auguste Herbin, Henri Matisse, Georges Braque. En 1925, elle se lia d’amitié avec Alberto Giacometti, Yves Tanguy, Francisc Sirato, Paul Eluard, Robert, Sonia Delaunay et bien d’autres artistes.
En 1928, elle fit la connaissance de Stanley William Hayter qui lui enseigna l’art de graver. Elle entreprit, dès 1930, avec Stanley William Hayter, Serge Brignoni et John Ferren, des recherches formelles sur les nouvelles voies de la gravure (New Ways of gravure de Stanley William Hayter – 1949). En 1933, Stanley William Hayter inaugura l’Atelier 17, rue Campagne-Première à Paris. Nina Negri y participa très activement. Elle y fut massière à plusieurs reprises. Plusieurs de ses gravures furent exposées avec celles d’autres artistes de « L’Atelier 17 » dans un périple international.
En 1936, elle signa le manifeste dimensionniste de Sirato avec d’autres peintres et sculpteurs, notamment Alexandre Calder, Joan Miro, Hans Arp, Robert et Sonia Delaunay, Vassily Kandinsky et Francis Picabia ; elle exposa des œuvres lors de la première exposition internationale du Dimensionnisme qui eut lieu à Paris à l’automne 1936. En janvier/février 1938, elle fut invitée à l’Exposition internationale du surréalisme organisée par André Breton et Paul Eluard.
Elle participe à des expositions collectives, notamment à Paris ; au Salon des indépendants et au Salon de mai et, de 1949 à 1959, au Salon des réalités nouvelles. Elle montre aussi des ensembles de ses œuvres dans des expositions personnelles à Milan et New-York.
Nina Negri meurt à l'âge de 79 ans en 1981.

## Postérité

### Principales expositions
Ses œuvres furent présentées dans un grand nombre d’expositions particulières et de groupes ainsi que dans de salons. Plusieurs de ses œuvres obtinrent prix et récompenses.
- 1939 : Société lorraine des beaux-arts
- 1955 : Commémoration arrivée Van Gogh à Auvers-sur-Oise
- 1957-1958 : 1re Biennale d’art abstrait à Bordeaux
- 1963-1964 : 4e Salon international Bosio à Monaco
- 1969 : International arts Guild, palme d’or des Beaux-Arts à Monte-Carlo
- 1970 : 21e  Grand Prix international de peinture, œuvre primée à Deauville
- 1971 : 4e Biennale azuréenne à Cannes
- 1971 : 12e Salon international Paris-Sud, Bel’Fontaine à Juvisy
- 1973 : 14e Salon international à Juvisy
- En 1962, une de ses toiles exposée au Salon des réalités nouvelles à Lille, fut sélectionnée et présentée, avec commentaires, à la télévision locale.

### Collections de musées
Plusieurs de ses œuvres font partie des collections de musées :
- La Bibliothèque nationale, Cabinet des estampes – La Ville de Paris, musée d’Art moderne de Paris – Musée d'Art de Toulon (Var) – Musée du dessin et de l'estampe originale de Gravelines (Nord) –B.N. Paris 2013
- The Salomon Guggenheim Museum à New-York
- Le Musée municipal à Amsterdam
- Le Musée royal à Bruxelles

### Autres
- Elle figura dans le Who’s Who in Art, édité en Angleterre.
- Elle figure également dans le Catalogue général de la Guile internationale de la gravure, Genève-Paris de Nesto Jacomettiet dans le Dictionnaire d’art abstrait de Michel Seuphor.
- One Women Shows
- 1934: Italie, Milan, Galerie Millione
- 1953: New York, Galerie Circle & Square (préface de Michel Seuphor)
- 1959 : Paris, Galerie Creuze (préface de Jean Arp).
- Différentes universités américaines et de collections privées.